# ロッキャー島

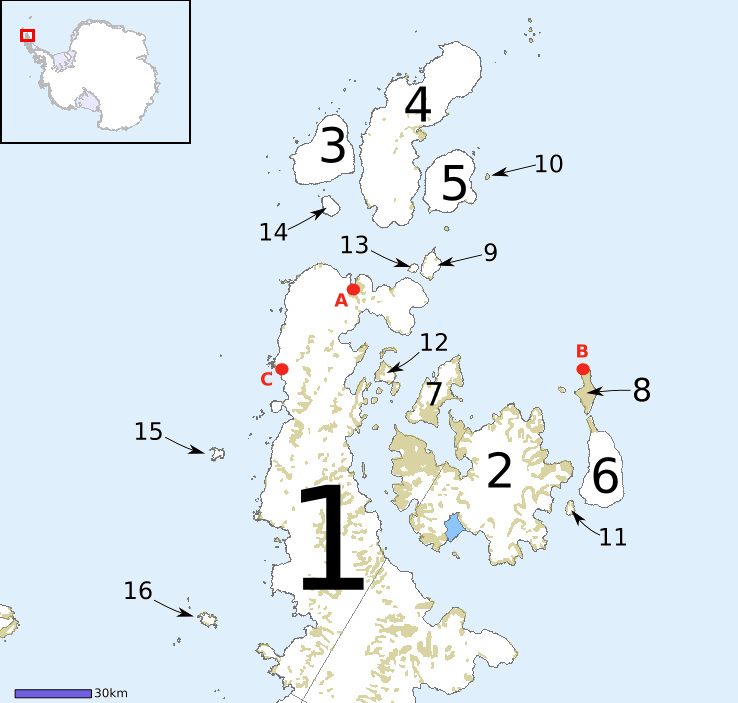
グレアムランド北部と周辺の島々
1 南極半島（トリニティ半島）、2 ジェイムズ・ロス島、3 デュルヴィル島、4 ジョインビル島、5 ダンディー島、6 スノー・ヒル島、7 ヴェガ島、8 シーモア島、9 アンダーソン島、10 ポーレット島、11 ロッキャー島、12 イーグル島、13 ヨナセン島、14 ブランスフィールド島、15 アストロラーベ島、16 タワー島

ロッキャー島(Lockyer Island)は、長さ2.5kmでジェイムズ・ロス島の西岸に位置する島である。1843年1月7日に大佐の友人R.M. Crozierに依頼され、イギリス海軍大佐ニコラス・ロッキャーの名前にちなんでロッキャー岬と命名された。この地形が島であることは、オットー・ノルデンショルドに率いられ1902年に行われたスウェーデンの探検隊によって確認された。
座標: 南緯64度27分 西経57度36分 / 南緯64.450度 西経57.600度